# Zwitserland op de Olympische Jeugdwinterspelen 2012
Zwitserland was een van de landen die deelnam aan de Olympische Jeugdwinterspelen 2012 in Innsbruck, Oostenrijk.

## Medailleoverzicht
| Sport                                                                    | Olympiër                                             | Onderdeel           | Medaille |
| ------------------------------------------------------------------------ | ---------------------------------------------------- | ------------------- | -------- |
| Alpineskiën                                                              | Sandro Simonet                                       | slalom (m)          | Goud     |
| Curling                                                                  | Michael Brunner Lisa Gisler Romano Meier Elena Stern | gemengd team        | Goud     |
| Freestyleskiën                                                           | Kai Mahler                                           | half-pipe (m)       | Goud     |
| Alpineskiën                                                              | Sandro Simonet                                       | reuzenslalom (m)    | Brons    |
| Alpineskiën                                                              | Sandro Simonet                                       | supercombinatie (m) | Brons    |
| Alpineskiën                                                              | Jasmina Suter                                        | reuzenslalom (v)    | Brons    |
| Freestyleskiën                                                           | Emilie Benz                                          | skicross (v)        | Brons    |
| Snowboarden                                                              | David Hablützel                                      | slopesyle (m)       | Brons    |
| Als lid van een gemengd landenteam (telt niet mee voor landenklassement) |                                                      |                     |          |
| Curling                                                                  | Michael Brunner                                      | gemengd team        | Goud     |

## Deelnemers en resultaten
(m) = mannen, (v) = vrouwen 

### Alpineskiën
| Olympiër                                                            | Onderdeel           | Resultaat | Prestatie                        |
| ------------------------------------------------------------------- | ------------------- | --------- | -------------------------------- |
| Ian Gut                                                             | super g (m)         | 13e       | 1.06,06 (+1,61)                  |
| Ian Gut                                                             | supercombinatie (m) | -         | - (-) (1.05,47, DNF)             |
| Ian Gut                                                             | reuzenslalom (m)    | 10e       | 1.55,54 (+3,84) (1.00,15, 55,39) |
| Ian Gut                                                             | slalom (m)          | -         | - (-) (46,96, DNF)               |
| Sandro Simonet                                                      | super g (m)         | 11e       | 1.05,71 (+1,26)                  |
| Sandro Simonet                                                      | supercombinatie (m) | Brons     | 1.41,45 (+1,00) (1.04,33, 37,12) |
| Sandro Simonet                                                      | reuzenslalom (m)    | Brons     | 1.52,33 (+0,63) (57,46, 54,87)   |
| Sandro Simonet                                                      | slalom (m)          | Goud      | 1.18,36 (38,62, 39,74)           |
|                                                                     |                     |           |                                  |
| Luana Fluetsch                                                      | super g (v)         | 10e       | 1.06,99 (+1,21)                  |
| Luana Fluetsch                                                      | supercombinatie (v) | 7e        | 1.42,54 (+1,72) (1.06,01, 36,53) |
| Luana Fluetsch                                                      | reuzenslalom (v)    | 8e        | 1.58,41 (+2,28) (58,70, 59,71)   |
| Luana Fluetsch                                                      | slalom (v)          | -         | - (-) (41,61, DNF)               |
| Jasmina Suter                                                       | super g (v)         | -         | DNF (-)                          |
| Jasmina Suter                                                       | supercombinatie (v) | -         | - (-) (1.05,84, DNF)             |
| Jasmina Suter                                                       | reuzenslalom (v)    | Brons     | 1.56,45 (+0,32) (57,74, 58,71)   |
| Jasmina Suter                                                       | slalom (v)          | 4e        | 1.21,64 (+1,88) (42,38, 39,26)   |
|                                                                     |                     |           |                                  |
| Team Zwitserland Jasmina Suter Ian Gut Luana Flütsch Sandro Simonet | teamwedstrijd       | 5e-8e     | 1/4F: 1-3 Noorwegen              |

### Biatlon
| Olympiër                                                        | Onderdeel                 | Resultaat | Prestatie                                                           |
| --------------------------------------------------------------- | ------------------------- | --------- | ------------------------------------------------------------------- |
| Jules Cuenot                                                    | 7,5 km sprint (m)         | 18e       | 21.18,4 (+1.56,7) pen.: 4 (2+2)                                     |
| Jules Cuenot                                                    | 10 km achtervolging (m)   | 18e       | +3.32,2 pen.: 8 (2+1+3+2)                                           |
| Kenneth Schoepfer                                               | 7,5 km sprint (m)         | 26e       | 22.14,2 (+2.52,5) pen.: 4 (1+3)                                     |
| Kenneth Schoepfer                                               | 10 km achtervolging (m)   | 17e       | +3.18,4 pen.: 3 (0+0+2+1)                                           |
|                                                                 |                           |           |                                                                     |
| Aita Gasparin                                                   | 6 km sprint (v)           | 20e       | 19.33,4 (+2.05,7) pen.: 3 (2+1)                                     |
| Aita Gasparin                                                   | 7,5 km achtervolging (v)  | 16e       | +5.30,8 pen.:4 (1+0+1+2)                                            |
| Aita Gasparin Nadine Faehndrich Kenneth Schoepfer Jason Rueesch | biatlon/langlaufestafette | 4e        | 1:05.36,0 (0+5) 19.54,8 (0+2 0+1) 10.49,7 22.46,3 (0+2 0+0) 12.05,2 |

### Curling
| Olympiër                                            | Onderdeel      | Resultaat | Prestatie |
| --------------------------------------------------- | -------------- | --------- | --- |
| Michael Brunner Lisa Gisler Romano Meia Elena Stern | gemengd team   | Goud      | Voorronde: blauwe groep 06-2 Nieuw-Zeeland 08-2 Noorwegen 12-1 Estland 04-6 Verenigde Staten 07-3 China 06-2 Zuid-Korea 08-4 Tsjechië Kwartfinale 04-3 Japan Halve finale 10-4 Zweden Finale 06-4 Italië                               |
|                                                     |                |           | |
| Michael Brunner + GER Nicole Muskatewitz            | dubbeltoernooi | Goud      | 1/32F: 8-6 USA Sarah Anderson + KOR Go Keon 1/16F: 6-1 NOR Ina Roll Backe + CHN Wang Jin Bo KF: 8-3 CZE Zuzana Hruzova + RUS Mikhail Vaskov HF: 7-3 RUS Marina Verenich + USA Korey Dropkin F: 13-2 KOR Kim Eunbi + NOR Martin Sesaker |
| Romano Meia + NZL Eleanor Adviento                  | dubbeltoernooi | 1/32F     | 1/32F: 7-8 USA Taylor Anderson + GBR Dunzan Menzies |
| Lisa Gisler + AUT Mathias Genner                    | dubbeltoernooi | 1/32F     | 1/32F: 2-10 CHN Yang Ying + USA Tom Howell |
| Elena Stern + EST Sander Rouk                       | dubbeltoernooi | 1/32F     | 1/32F: 3-13 RUS Marina Verenich + USA Korey Dropkin |

### Freestyleskiën
| Olympiër       | Onderdeel     | Resultaat | Prestatie         |
| -------------- | ------------- | --------- | ----------------- |
| Vincent Gentet | ski-cross (m) | 12e       | 59,45             |
| Kai Mahler     | half pipe (m) | Goud      | 95 (95,00, 67,25) |
|                |               |           |                   |
| Emilie Benz    | ski-cross (v) | Brons     | 58,82             |
| Alexia Bonelli | half pipe (v) | 6e        | -                 |

### Kunstrijden
| Olympiër                                                                            | Onderdeel           | Resultaat | Prestatie                                          |
| ----------------------------------------------------------------------------------- | ------------------- | --------- | -------------------------------------------------- |
| Nicola Todeschini                                                                   | solo (m)            | 10e       | 128.98 [kk: 44.02 (9), vk: 84.96 (11)]             |
|                                                                                     |                     |           |                                                    |
| Tina Stürzinger                                                                     | solo (v)            | 8e        | 113.55 [kk: 40.63 (8), vk: 72.92 (8)]              |
|                                                                                     |                     |           |                                                    |
| Team 1 Tina Sturingen RUS Feodosi Efremenkov GBR Millie Paterson / Edward Carstairs | gemengd landen team | 5e        | 13 pnt. (234.61) 04 (64.16) 08 (117.13) 01 (44.02) |

### Langlaufen
| Olympiër                                                        | Onderdeel                 | Resultaat | Prestatie                                                           |
| --------------------------------------------------------------- | ------------------------- | --------- | ------------------------------------------------------------------- |
| Jason Rueesch                                                   | 10 km klassiek (m)        | 11e       | 31.10,4 (+1.41,6)                                                   |
| Jason Rueesch                                                   | sprint (m)                | 10e       | halve finale                                                        |
|                                                                 |                           |           |                                                                     |
| Nadine Faehndrich                                               | 5 km klassiek (v)         | 10e       | 15.56,6 (+1.38,6)                                                   |
| Nadine Faehndrich                                               | sprint (v)                | 7e        | halve finale                                                        |
|                                                                 |                           |           |                                                                     |
| Aita Gasparin Nadine Faehndrich Kenneth Schoepfer Jason Rueesch | biatlon/langlaufestafette | 4e        | 1:05.36,0 (0+5) 19.54,8 (0+2 0+1) 10.49,7 22.46,3 (0+2 0+0) 12.05,2 |

### Noordse combinatie
| Olympiër       | Onderdeel     | Resultaat | Prestatie                                                        |
| -------------- | ------------- | --------- | ---------------------------------------------------------------- |
| Jan Kirchhofer | Gundersen (m) | 9e        | schansspringen: 73,5 m - 125,7 p. (7e +0.47) langlaufen: +2.08,4 |

### Rodelen
| Olympiër       | Onderdeel | Resultaat | Prestatie                         |
| -------------- | --------- | --------- | --------------------------------- |
| Christian Maag | enkel (m) | 8e        | 1.20,204 (+0,601) (40,13; 40,093) |

### Schansspringen
| Olympiër      | Onderdeel       | Resultaat | Prestatie                     |
| ------------- | --------------- | --------- | ----------------------------- |
| Killian Peier | individueel (m) | 9e        | 236,9 ptn. (71,5 m en 70,5 m) |

### Skeleton
| Olympiër     | Onderdeel | Resultaat | Prestatie                       |
| ------------ | --------- | --------- | ------------------------------- |
| Sacha Berger | jongens   | 5e        | 1.57,68 [59,02 (7) + 58,66 (5)] |

### Snowboarden
| Olympiër        | Onderdeel      | Resultaat | Prestatie                                     |
| --------------- | -------------- | --------- | --------------------------------------------- |
| Lucas Baume     | halfpipe (m)   | 18e       | Serie: 6e (62.25) QS Halve finale: DNS        |
| Lucas Baume     | slopestyle (m) | 10e       | Finale: 10e (57.25) Serie: 3e (79.75) Q       |
| David Hablützel | halfpipe (m)   | 5e        | Finale: 5e (80.25) Serie: 3e (82.75) QF       |
| David Hablützel | slopestyle (m) | 3e        | Finale: 3e (87.50) Serie: 4e (75.00) Q        |
|                 |                |           |                                               |
| Celia Petrig    | halfpipe (v)   | 10e       | Kwalificatie: 10e (41.75)                     |
| Celia Petrig    | slopestyle (v) | 4e        | Finale: 4e (62.00) Kwalificatie: 2e (79.50) Q |